# Хокинс, Джон (лингвист)
Джон А. Хокинс (англ. John A. Hawkins) — профессор английского языка и прикладной лингвистики Центра исследований английского языка и прикладной лингвистики при Кембриджском университете. По состоянию на 2007 г. он также профессор Отделения лингвистики Калифорнийского университета в Дэвисе. Его интересы связаны с грамматикой английского языка, психолингвистикой, языковыми универсалиями, лингвистической типологией и исторической лингвистикой. Является одним из сторонников гипотезы о догерманском субстрате.

## Избранные публикации
- Definiteness and Indefiniteness (1978, Humanities Press & Croom Helm)
- Word Order Universals (1983, Academic Press)
- A Comparative Typology of English and German (1986, Routledge & University of Texas Press)
- A Performance Theory of Order and Constituency (1994, Cambridge University Press)
- Efficiency and Complexity in Grammars (2004, Oxford University Press)